# Ом Али
Ом Али, Омали, Умм Али (египетский арабский: أم على, что означает «Мать Али») является традиционным египетским десертом. Напоминает английский хлебный пудинг, пропитанный молоком или сливками, с орехами и изюмом. Блюдо, восходящее к средневековому Египту, названо в честь жены султана Египта Айбека, который правил в 1250—1257 гг., Ом Али.
Существует множество рецептов с различными ингредиентами.

## История
Утверждается, что этот египетский десерт возник на праздновании смерти Шаджар ад-Дурр, которая была замужем за последним султаном Египта из династии Айюбидов, Ас-Салихом, а впоследствии и за первым мамлюкским султаном Египта Изз аль-Дурр Айбеком.
Шаджар ад-Дурр организовала убийство Айбека, после чего она бы стала правительницей Египта. Однако вскоре сама была убита мамлюками в отместку. Первая жена Айбека, известная как Ом Али, попросила всех поваров и женщин Египта посоревноваться и придумать самый вкусный десерт, который они могли бы приготовить, чтобы отпраздновать смерть бывшей султанши. Выбранный рецепт позже был назван в честь Ом Али и распространен по всей стране. По сей день он является национальным блюдом Египта и традиционным египетским десертом.
Существуют и другие версии: рецепт придумали для празднования восшествия на престол её сына, нового султана Аль-Мансур Нур ад-Дин Али; или чтобы отпраздновать одну из побед султана.
Также существует легенда, что султан Айбек во время охоты остановился в ауле и попросил местного повара приготовить ему что-то вкусное. У повара по имени Али были только орешки, кокосы, изюм и овсяные хлопья. Мать Али принесла молоко и сахар. Из этих ингредиентов египетский кулинар создал блюдо, которое очень понравилось султану.
Его обычно едят во время Рамадана как часть ифтара.

## Рецепт
Хлеб, булочки, выпечку (или слоёное тесто) измельчают и смешивают с фисташками, кокосовой стружкой, изюмом и большим количеством сахара. Смесь заливают молоком, иногда сливками, затем посыпают корицей. Затем запекают в духовке, пока поверхность не станет золотисто-коричневой.
Можно есть горячим или холодным.
Существуют иорданский и иракский варианты, известные как «хумаиа».
Блюдо похоже на пудинг из хлеба с маслом, хотя в последний также входят яйца.